# Saison 6 de Dexter
Chronologie
Saison 5 Saison 7
La sixième saison de la série télévisée américaine Dexter comporte 12 épisodes diffusés du 2 octobre au 18 décembre 2011.

## Synopsis
Expert en médecine légale spécialisé dans l'analyse de traces de sang pour la police le jour, tueur en série la nuit, Dexter Morgan n'est pas exactement un citoyen américain comme les autres. Il porte, en effet, un lourd secret. Traumatisé dans sa plus tendre enfance puis recueilli par un officier de police de Miami, il se dit incapable de ressentir la moindre émotion. Incapable, si ce n'est lorsqu'il satisfait les pulsions meurtrières que son père adoptif lui a appris à canaliser : de fait, Dexter ne tue que les autres tueurs qui sont parvenus à échapper au système judiciaire. Dexter est donc un justicier « secret », et bien que sa soif de tuer lui pèse, il parvient à mener une existence relativement normale et à sauver les apparences auprès de ses collègues, amis et petite amie…

## Distribution

### Acteurs principaux
- Michael C. Hall (VF : Patrick Mancini) : Dexter Morgan
- Jennifer Carpenter (VF : Stéphanie Hédin) : Debra Morgan
- Desmond Harrington (VF : Stéphane Fourreau) : Joey Quinn
- C. S. Lee (VF : Pierre Val) : Vince Masuka
- Lauren Vélez (VF : Marie Vincent) : Maria LaGuerta
- David Zayas (VF : Enrique Carballido) : Angel Batista
- James Remar (VF : Patrice Baudrier) : Harry Morgan

### Acteurs récurrents
- Aimee Garcia (VF : Cécile d'Orlando) : Jamie Batista, la nouvelle baby-sitter de Harrison et sœur cadette d'Angel Batista
- Colin Hanks (VF : Jérôme Ragon) : Travis Marshall[1]
- Edward James Olmos (VF : Christian Pelissier) : Professeur Gellar, spécialisé dans les études religieuses[2] (10 épisodes)
- Billy Brown (VF : Laurent Desponds) : le lieutenant Mike Anderson[3] (10 épisodes)
- Josh Cooke (VF : Gilduin Tissier) : Louis Greene, nouvel interne[4] (8 épisodes)
- Rya Kihlstedt (VF : Isabelle Gardien) : Dr Michelle Ross (7 épisodes)
- Mos Def (VF : Vincent Barazzoni) : Frère Sam, un ancien détenu[5] (5 épisodes)
- Geoff Pierson (VF : Jean Barney) : Tom Matthews (5 épisodes)
- Brea Grant (VF : Ingrid Donnadieu) : Ryan Chambers, experte en médecine légale (4 épisodes)
- Molly Parker (VF : Marie Giraudon) : Lisa Marshall, la sœur de Travis[6] (4 épisodes)
- Christian Camargo (VF : Anatole de Bodinat) : Rudy Cooper / Brian Moser (2 épisodes)
- Mariana Klaveno (VF : Ludivine Maffren) : Clarissa Porter, professeur d'université et collègue du professeur Gellar[7] (2 épisodes)
- Jordana Spiro : Beth Dorsey, une fidèle du professeur Gellar[8] (2 épisodes)

### Invités
- Kristen Miller : Trisha Billings (épisode 1)
- Leven Rambin (VF : Noémie Orphelin) : Laura Quinn, la sœur de Joey Quinn (épisode 12)

## Résumé de la saison
Dexter vit désormais une vie de père célibataire maintenant que Cody et Astor sont partis chez leurs grands-parents, ce qui lui donne plus de liberté pour traquer les autres tueurs en série. Sa nouvelle cible est le Tueur du jugement dernier, rapidement identifié comme le professeur Gellar, un expert en théologie qui veut provoquer la fin du monde à travers ses meurtres. À la suite des manigances politiques de LaGuerta, c'est Debra qui se retrouve promue lieutenant contre son gré et chargée de cette affaire délicate. La promotion de Debra met à mal son couple avec Quinn, qui l'avait demandée en mariage mais a essuyé un refus.
Dexter découvre que Gellar est aidé par un de ses anciens élèves, Travis Marshall, soumis mais incapable de tuer. Dexter parvient à s'en faire un allié après que Gellar a tué la sœur de Marshall pour son rituel.

## Liste des épisodes

### Épisode 1:Ces choses-là
- États-Unis /  Canada : 2 octobre 2011 sur Showtime[9] / The Movie Network
- France : 
  - 1er mars 2012 sur Canal+[10],[11]
  - 12 août 2013 sur TF1[12]
- Québec : 14 janvier 2013 sur AddikTV[13]

- États-Unis : 2,19 millions de téléspectateurs[14] (première diffusion)

- Kristen Miller (Trisha Billings)

### Épisode 2:Il était une fois…
- États-Unis : 9 octobre 2011 sur Showtime
- France :
  - 1er mars 2012 sur Canal+[11]
  - 19 août 2013 sur TF1[12]
- Québec : 21 janvier 2013 sur AddikTV

- États-Unis : 1,71 million de téléspectateurs[15] (première diffusion)

### Épisode 3:Cours après moi shérif
- États-Unis : 16 octobre 2011 sur Showtime
- France : 
  - 8 mars 2012 sur Canal+[11]
  - 26 août 2013 sur TF1[12]
- Québec : 28 janvier 2013 sur AddikTV

- États-Unis : 1,5 million de téléspectateurs[16] (première diffusion)

- Le titre de l'épisode est une référence au film, Cours après moi shérif (Smokey and the Bandit), avec Burt Reynolds et Sally Field, sorti en 1977.

### Épisode 4:Les Chevaux de l'Apocalypse
- États-Unis : 23 octobre 2011 sur Showtime
- France : 
  - 8 mars 2012 sur Canal+[11]
  - 2 septembre 2013 sur TF1[12]
- Québec : 4 février 2013 sur AddikTV

- États-Unis : 1,89 million de téléspectateurs[17] (première diffusion)

### Épisode 5:L'Ange des ténèbres
- États-Unis : 30 octobre 2011 sur Showtime
- France : 
  - 15 mars 2012 sur Canal+[11]
  - 9 septembre 2013 sur TF1[12]
- Québec : 11 février 2013 sur AddikTV

- États-Unis : 1,8 million de téléspectateurs[18] (première diffusion)

### Épisode 6:Lâcher prise
- États-Unis : 6 novembre 2011 sur Showtime
- France : 
  - 15 mars 2012 sur Canal+[11]
  - 16 septembre 2013 sur TF1[12]
- Québec : 18 février 2013 sur AddikTV

- États-Unis : 1,98 million de téléspectateurs[19] (première diffusion)

### Épisode 7:Virée entre frères
- États-Unis : 13 novembre 2011 sur Showtime
- France : 
  - 22 mars 2012 sur Canal+[11]
  - 23 septembre 2013 sur TF1[12]
- Québec : 25 février 2013 sur AddikTV

- États-Unis : 1,99 million de téléspectateurs[20] (première diffusion)

### Épisode 8:La Putain de Babylone
- États-Unis : 20 novembre 2011 sur Showtime
- France : 
  - 22 mars 2012 sur Canal+[11]
  - 30 septembre 2013 sur TF1[12]
- Québec : 4 mars 2013 sur AddikTV

- États-Unis : 2,05 millions de téléspectateurs[21] (première diffusion)

### Épisode 9:Les Coupes de la colère
- États-Unis : 27 novembre 2011 sur Showtime
- France : 
  - 29 mars 2012 sur Canal+[11]
  - 7 octobre 2013 sur TF1[12]
- Québec : 11 mars 2013 sur AddikTV

- États-Unis : 1,89 million de téléspectateurs[22] (première diffusion)

### Épisode 10:Le Châtiment
- États-Unis : 4 décembre 2011 sur Showtime
- France : 
  - 29 mars 2012 sur Canal+[11]
  - 14 octobre 2013 sur TF1[12]
- Québec : 18 mars 2013 sur AddikTV

- États-Unis : 1,88 million de téléspectateurs[23] (première diffusion)

### Épisode 11:Le Lac de l'enfer
- États-Unis : 11 décembre 2011 sur Showtime
- France : 
  - 5 avril 2012 sur Canal+[11]
  - 21 octobre 2013 sur TF1[12]
- Québec : 25 mars 2013 sur AddikTV

- États-Unis : 1,92 million de téléspectateurs[24] (première diffusion)

### Épisode 12:La Fin d'un monde
- États-Unis : 18 décembre 2011 sur Showtime
- France : 
  - 5 avril 2012 sur Canal+[11]
  - 28 octobre 2013 sur TF1[12]
- Québec : 1er avril 2013 sur AddikTV

- États-Unis : 2,23 millions de téléspectateurs[25] (première diffusion)
- France : 500 000 téléspectateurs[26] (première diffusion sur TF1)